# Depot von Hospozín
Das Depot von Hospozín (auch Hortfund von Hospozín) ist ein Depotfund der frühbronzezeitlichen Aunjetitzer Kultur aus Hospozín im Středočeský kraj, Tschechien. Es datiert in die Zeit zwischen 2000 und 1800 v. Chr. Das Depot befindet sich heute im Nationalmuseum in Prag.

## Fundgeschichte
Das Depot wurde beim Pflügen auf einem Feld entdeckt und 1886 dem Nationalmuseum in Prag übereignet. Die exakte Fundstelle ist nicht überliefert.

## Zusammensetzung
Das Depot besteht aus 19 Bronzeobjekten, die Tilmann Vachta alle als Ösenhalsringe, Václav Moucha hingegen als elf oder zwölf Ringbarren und sieben Ösenhalsringe klassifiziert. Die Ringe haben einen Durchmesser zwischen 140 mm und 165 mm. Ihr Gewicht liegt zwischen 188 g und 219 g.